# Kundabilu
Kundabilu är en ö i Eritrea.   Den ligger i regionen Norra rödahavsregionen, i den nordöstra delen av landet, 110 km nordost om huvudstaden Asmara.